# Keidži Tamada
Keidži Tamada (* 11. duben 1980 Urajasu) je japonský fotbalista.

## Reprezentace
Keidži Tamada odehrál 72 reprezentačních utkání. S japonskou reprezentací se zúčastnil Mistrovství světa 2006, 2010.

## Statistiky
| Japonsko | Japonsko | Japonsko |
| Roky     | Záp.     | Góly     |
| -------- | -------- | -------- |
| 2004     | 18       | 5        |
| 2005     | 16       | 2        |
| 2006     | 7        | 2        |
| 2007     | 0        | 0        |
| 2008     | 12       | 4        |
| 2009     | 10       | 1        |
| 2010     | 9        | 2        |
| Celkem   | 72       | 16       |